# VCMG
VCMG (Vince Clarke Martin Gore) är en brittisk technoduo som består av Vince Clarke (tidigare Depeche Mode, Yazoo och sedan 1985 Erasure) och Martin Gore (Depeche Mode).

## Diskografi

### Studioalbum
- "Ssss" (2012)

### EP
- "Spock" (2011)
- "Single Blip" (2012)
- "Aftermaths" (2012)